# Garvín (kommunhuvudort)
Garvín är en kommunhuvudort i Spanien.   Den ligger i provinsen Provincia de Cáceres och regionen Extremadura, i den centrala delen av landet, 160 km sydväst om huvudstaden Madrid. Garvín ligger 502 meter över havet och antalet invånare är 104.
Terrängen runt Garvín är kuperad åt sydväst, men åt nordost är den platt. Terrängen runt Garvín sluttar norrut. Runt Garvín är det mycket glesbefolkat, med 7 invånare per kvadratkilometer. Närmaste större samhälle är Peraleda de la Mata, 17,7 km nordväst om Garvín. Omgivningarna runt Garvín är huvudsakligen savann.